# Bromid astatný
Bromid astatný je interhalogen s chemickým vzorcem AtBr. V plynné fázi jej lze připravit reakcí astatu s parami bromu. Ve vodném roztoku je možné jej získat reakcí astatu se směsí IBr, I2 a Br−, kdy jodidové a bromidové ionty slouží k nastavení redoxního potenciálu směsi.
2 At + 2 IBr → 2 AtBr + I2